# Девки, пиво и рок-н-ролл (альбом)
«Девки, пиво и рок-н-ролл» — второй альбом группы «Мистер Твистер», выпущенный в 1993 году.
Запись проходила в октябре 1990 и в апреле 1991. Звукорежиссёр — В. Глазков, М. Коровин. Дизайнер — А. Гусев, Фотограф — И. Флис.
В мае 1991 года был снят клип на песню «Дикая кошка» для программы Утренняя почта.
Последний студийный альбом с гитаристом Вадимом Дороховым, умершим 25 июня 1991 года от сердечного приступа.
В рецензии на альбом, опубликованной в журнале «Столица», отмечается присутствующий на записях «привычный твистеровский драйв», который сопровождает их выступления, а также простые и запоминающиеся тексты. При этом рецензент критикует лейбл, выпустивший пластинку, за плохое качество записи. Журнал «Ровесник» в 2002 году включил альбом «Девки, пиво и рок-н-ролл» в свой список «40 лучших альбомов русского рока».

## Список композиций
| №  | Название             | Автор(ы)                           | Длительность |
| -- | -------------------- | ---------------------------------- | ------------ |
| 1. | «Ващее-блюз»         | В. Дорохов, В. Лысенко, О. Усманов | 3:31         |
| 2. | «Подруга рокера»     | В. Лысенко - О. Усманов            | 2:17         |
| 3. | «Дикая кошка»        | В. Дорохов                         | 3:11         |
| 4. | «Чучундра»           | В. Дорохов                         | 2:53         |
| 5. | «Твист-воспоминание» | В. Дорохов - В. Малофеев           | 2:25         |

| №  | Название              | Автор(ы)                 | Длительность |
| -- | --------------------- | ------------------------ | ------------ |
| 1. | «Фугас»               | М. Вайнберг - М. Соболь  | 3:07         |
| 2. | «Водоплавающий блюз»  | О. Усманов               | 4:49         |
| 3. | «Пиво»                | В. Дорохов               | 2:26         |
| 4. | «All mama`s children» | C. Perkins - J. Cash     | 2:40         |
| 5. | «Бессонница»          | В. Дорохов - М. Цветаева | 3:58         |